# (1899) Crommelin
(1899) Crommelin ist ein Asteroid des inneren Hauptgürtels, der am 26. Oktober 1971 vom tschechischen Astronomen Luboš Kohoutek an der Hamburger Sternwarte in Bergedorf bei einer Helligkeit von 16,8 mag entdeckt wurde. Nachträglich konnte der Asteroid bereits auf einer Aufnahme gefunden werden, die im März 1949 an der Königlichen Sternwarte von Belgien in Uccle/Ukkel gemacht worden war.
Der Asteroid wurde nach dem britischen Astronomen Andrew Claude de la Cherois Crommelin (1865–1939) benannt, der ausführlich über die Umlaufbahnen von Kometen und Kleinplaneten arbeitete und schrieb. Zusammen mit Philip Herbert Cowell berechnete Crommelin die Umlaufbahn des Jupitermonds Pasiphae und identifizierte Erscheinungen des Halleyschen Kometen bis zum Jahr −239. Die Namensgebung erfolgte auf einen Vorschlag von Brian Marsden hin.
Aufgrund seiner Bahneigenschaften wird (1899) Crommelin zur Flora-Familie gezählt.

## Wissenschaftliche Auswertung
Eine Auswertung von Beobachtungen durch das Projekt NEOWISE im nahen Infrarot führte 2011 zu vorläufigen Werten für den Durchmesser und die Albedo im sichtbaren Bereich von 7,0 km bzw. 0,26. Die Werte wurden nach neuen Messungen 2014 auf 5,3 km bzw. 0,12 geändert.
Mit dem Weltraumteleskop Transiting Exoplanet Survey Satellite (TESS) konnten während dessen Durchmusterung des Südhimmels 2018 bis 2019 auch Objekte des Sonnensystems beobachtet werden. Dabei wurden nach einer ersten Pilotstudie auch die Lichtkurven von fast 10.000 Asteroiden aufgezeichnet. Für (1899) Crommelin wurde aus Messungen etwa vom 25. Juli bis 19. August 2018 eine Rotationsperiode von 8,0380 h bestimmt.
Eine Auswertung der Daten des Asteroid Terrestrial-impact Last Alert System (ATLAS) aus den Jahren 2015 bis 2018 ergab in einer Untersuchung von 2020 für (1899) Crommelin eine Rotationsperiode von 8,038 h. Für die taxonomische Einordnung wurde eine Wahrscheinlichkeit von 8 % für einen C-Typ und von 92 % für einen S-Typ gefunden. Eine weitere Untersuchung aus dem Jahr 2020 konnte aus denselben Daten für ein ellipsoidisches Gestaltmodell des Asteroiden eine retrograde Rotation sowie eine Periode von 8,03898 h bestimmen.
Aus den Daten von ATLAS konnte in einer Untersuchung von 2022 mit der Methode der konvexen Inversion noch einmal eine Rotationsperiode von 8,03897 h bestimmt werden.